# 化稍营镇
化稍营镇，是中华人民共和国河北省张家口阳原县下辖的一个乡镇级行政单位。

## 行政区划
化稍营镇下辖以下地区：
化稍营一村、化稍营二村、化稍营三村、化稍营四村、土洞村、站家梁村、东打鱼湾村、辛大堡村、西打鱼湾村、正合台村、砖墙村、大渡口村、小渡口村、钱家沙洼村、头马坊村、泥河湾村、狼洞沟村、板井子村、下沙沟村、石匣里村、姜家梁村和下沙嘴村。